# Chōkyōsai Eiri

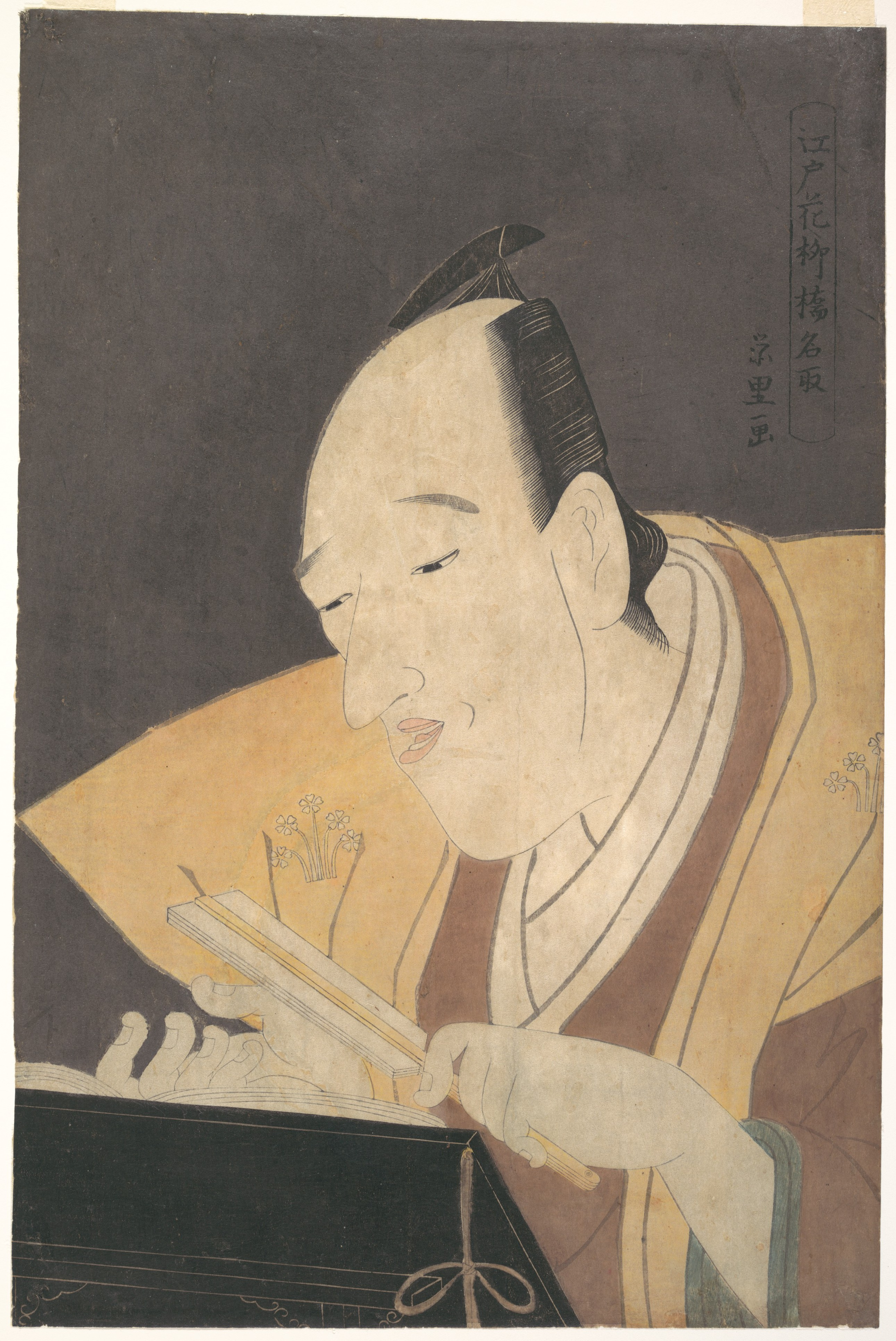
Tomomoto Buzenjo II.

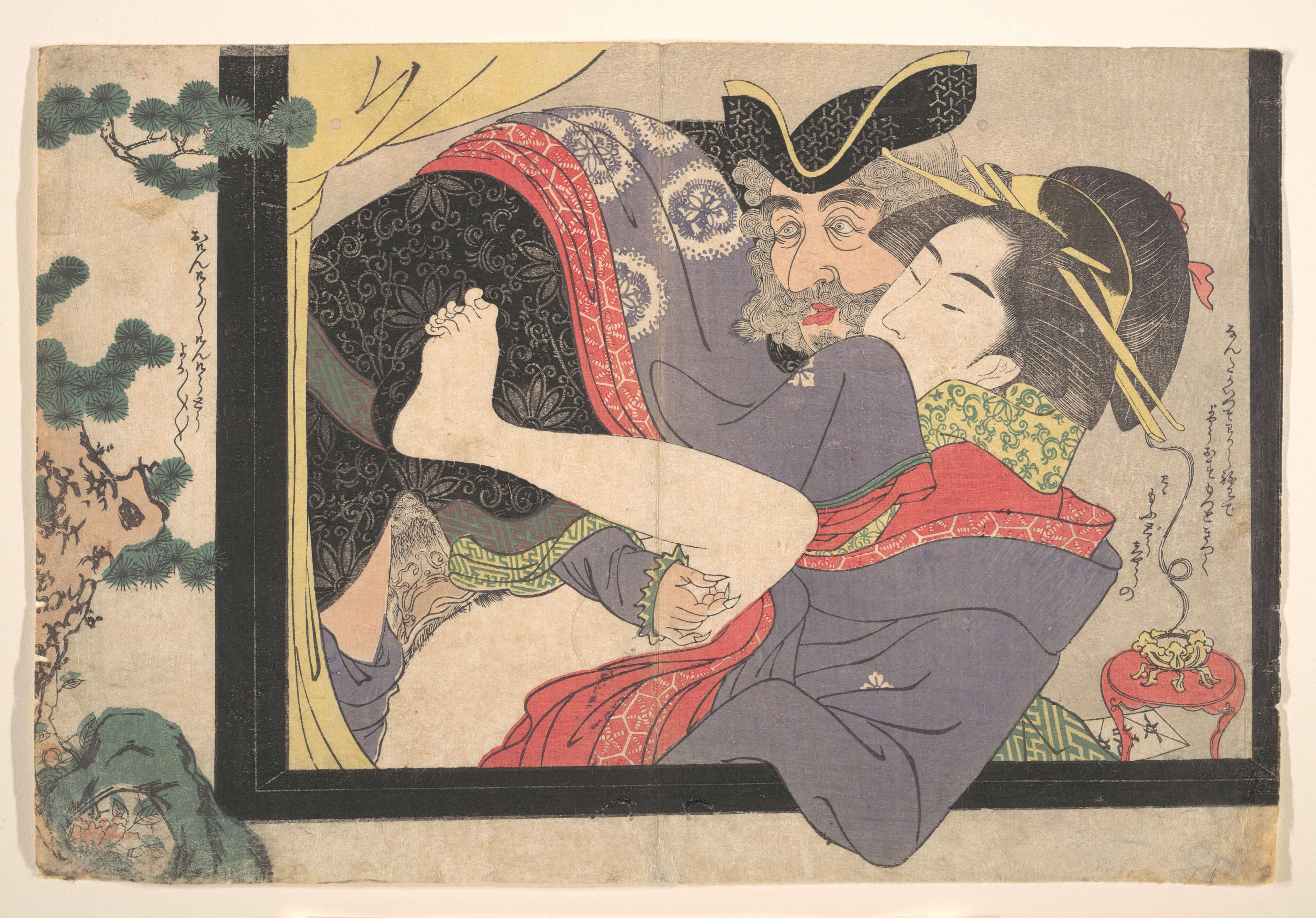
Holländer und Kurtisane

Chōkyōsai Eiri (japanisch 鳥橋斎 栄里; geboren 1759; gestorben im 18. oder in der ersten Hälfte des 19. Jahrhunderts) war ein japanischer Ukiyoe-Künstler in der späten Edo-Zeit.

## Leben und Wirken
Chōkyōsai Eiri ist biografisch kaum erfasst worden. Er war ein Schüler des Malers Hosoda Eishi (細田 栄之; Lebensdaten unbekannt). Er führte die „Gō“ Chōkyōsai und Shikyūsai (し鳩斎). Ein weiteres „Gō“ war Rekisentei (礫川亭). Später änderte er seinen Namen in Rekisentei Eiri (礫川亭 永理). Er spezialisierte sich auf Ōkubi-e (大首絵) und Bijin-ga (美人画).
Um 1794–96 malte Chōkyōsai Porträts wie das des Schriftstellers Santō Kyōden (1761–1818), „Tomimoto Buzen-no-Jō II.“ (2代富本豊前掾; 1754–1822). Zu den Gemälden Schöner Frauen, den Bijin-ga, gehört „Sanganotsukusa Yome-Bijin-ai“ (三ケ之津草嫁美人合) – etwa „Versammlung Schöner Frauen am Sanganotsukusa“. Sein Hauptwerk „Edo Hanakyobashi Natoriyama Tōkyō Denzō“ (江戸花京橋名取山東京伝像) – „Blick auf den Natoriyama von der Hanakyo-Brücke in Edo“ befindet sich im Nationalmuseum Tokio.
Es gibt auch die Annahmen, dass Chōkyōsai Eiri und Rekisentei Eiri verschiedene Künstler sind.

## Hinweise
1. 1 2  Im Besitz des Metropolitan Museum of Art.